# الجمعية البرلمانية للأمم المتحدة
تمثل الجمعية البرلمانية للأمم المتحدة مؤسسة يسعى البعض لاقتراح إضافتها إلى مؤسسات الأمم المتحدة    على أن يتمكن مواطنو العالم أجمع (ولو في مرحلة لاحقة) من ممارسة حق انتخاب أعضاءها مباشرة.
يعود تاريخ المطالبة بتأسيس هذه الجمعية إلى العام 1945،  لكنها اكتسب زخماً أكبر في تسعينيات القرن العشرين. وقد لقيت في الآونة الأخيرة دعماً وسط تزايد حمى العولمة، ووسط تنادي جمعيات المواطنة العالمية وأعضاء البرلمانات الوطنية لمجابهة الأثر المتنامي الذي تتركة البيروقراطيات والأجهزة الإدارية الدولية غير المنتخبة.

## الأهداف
من الأهداف التي دعت لتشكيل الجمعية البرلمانية للأمم المتحدة (UNPA):
- تعزيز مصداقية الأمم المتحدة. فمن خلال هذه الجمعية البرلمانية يمكن للمواطنين في العالم أن يساهموا بشكل مباشر في التأثير نظام الأمم المتحدة التي أنفقت عام 2005 أكثر من 1.8 مليار من الأموال العامة. . وعبر جلسات الاستماع، وإصدار التقارير، وتمرير القرارات يمكن للجمعية البرلمانية أن تمارس الرقابة على أجهزة الأمم المتحدة الأخرى.
- تعزيز شرعية الأمم المتحدة. تحمل القرارات التي تمررها جهاز منتخب حصة أكبر من الشرعية من تلك القرارات التي تمررها مجالس من الدبلوماسيين غير المنتخبين. ستتيح الجمعية البرلمانية لجميع الناس فرصة المشاركة في صناعة القرارات الدولية، وليس فقط لهؤلاء الذين يتحدثون باسم الحكومات المحلية.
- فصل السلطات. يشير السيناتور الكندي دوغلاس روتشي إلى أن العولمة تميل نحو تعزيز السلطة التنفيذية مقابل تهميش السلطة التشريعية؛ فعلى سبيل المثال منح رؤساء أمريكا منذ عهد جورج بوش الأب صلاحيات للمفاوضة بشأن اتفاقيات التجارة تطرح على الكونغرس الأمريكي ليوافق أو يرفض الصفقة المتفق عليها. ستوفر الجمعية البرلمانية للأمم المتحدة جهازاً برلمانياً للمراقبة يكون مستقلاً عن السلطات التنفيذية للدول الأعضاء. .
- تتيح للبلدان ذات الكثافة السكانية الأعلى المزيد من القدرة على التأثير. إن نظام صوت لكل دولة المعمول به في الجمعية العامة للأمم المتحدة يعطي الدول الصغيرة حصة غير عادلة من التأثير على نظام الأمم المتحدة. وقد لاحظ جوزيف شوارتزبيرغ أن: «البلدان الأربع والستين الأقل سكاناً في العالم يمكن أن تمنع حصول القرارات على أغلبية الثلثين رغم أن تلك البلدان تضم أقل من واحد بالمئة من سكان الأرض. ومن ناحية نظرية فإن ال127 بلداً الأقل من حيث عدد السكان لا يمثلون سوى 8% من البشر، وهم رغم ذلك قادرون وفق نظام صوت لكل دولة على الحصول على أغلبية الثلثين وتمرير القرارات التي يوافقون عليها».  إن معظم الخطط المقترحة للتصويت في الجمعية البرلمانية للأمم المتحدة تعتمد نظاماً للتصويت يأخذ عدد السكان بعين الاعتبار.

ويشير الدعاة إلى الفدرالية العالمية إلى أن ديباجة ميثاق الامم المتحدة التي تبدأ بعبارة: (نحن شعوب الأمم المتحدة..)، توحي باتحاد للشعوب أكثر من كونه اتحاداً بين الحكومات. وبحسب لجنة البرلمان العالمي فإن الجمعية البرلمانية للأمم المتحدة هي الخطوة الأولى لتحقيق أمم متحدة ديمقراطية .

## التطبيق

### الخيارات الأساسية
حسب قراءات متنوعة توجد خمس خيارات لإنشاء جمعية برلمانية للأمم المتحدة:
1. القيام بإصلاحات في ميثاق الأمم المتحدة. وهذا خيار صعب لأنه يحتاج إلى مصادقة ثلثي الأعضاء، بمن فيهم الأعضاء الخمسة دائمي العضوية. ولم تجر منذ العام 1945 سوى خمسة تعديلات على ميثاق الأمم المتحدة. في كتابهما الصادر عام 1959 اقترح لويس سوهن وغرينفيل كلارك إنشاء جمعية برلمانية للأمم المتحدة بهذه الطريقة، إي عبر إصلاح الأمم المتحدة نفسها.
2. تأسيس الجمعية البرلمانية كجهاز فرعي للجمعية العامة للأمم المتحدة، التي تمتلك السلطة لإنشاء هذه الجمعية البرلمانية وفق البند 22 من ميثاق الأمم المتحدة، لكن هذا سيقود إلى إضعاف استقلالية الجمعية البرلمانية. كمان أن الجمعية العامة تميل إلى معارضة التغيير؛ معظم الإصلاحات المقترحة تموت في أروقتها. من جانب آخر قد تكون هذه الطريقة الأنجع لإطلاق الجمعية البرلمانية. في كتابهما الصادر عام 1994 بعنوان تجديد نظام الأمم المتحدة يدعم المؤلفان إيرسكين تشيلدرز وبراين أورغوهارت هذا الخيار، أي تأسيس الجمعية البرلمانية عن طريق الجمعية العامة تحت البند 22 من الميثاق الأممي. وتنصح لجنة تعمل من أجل أمم متحدة ديمقراطية في تقريرها الخاص بـ«تطوير الديمقراطية العالمية» ؛ أن يتم تأسيس الجمعية البرلمانية للأمم المتحدة تحت البند 22 أو عبر تطوير الاتحاد البرلماني الدولي وهو منظمة دولية تتألف من شُعب تمثل المجالس البرلمانية لدول العالم.
3. إنشاء الجمعية البرلمانية كمنظمة غير حكومية. وهذا يكتنف منافع منها عدم الحاجة إلى تعاون الحكومات الوطنية؛ لكن شرعية البرلمان ستكون محل شك في ذلك الحين.
4. إنشاء الجمعية البرلمانية من خلال معاهدة مستقلة. من ميزات هذا الخيار أن 20 أو 30 دولة يمكنها أن تتفق وتؤسس هذا البرلمان ثم يتوسع عقدها حين تصادق باقي الدول على المعاهدة واحدة إثر أخرى. وهذه هي الطريقة التي جرى من خلالها تأسيس غالبية الهئيات الدولية كمنظمة الصحة العالمية ومنظمة العمل الدولية والمحكمة الجنائية الدولية. ويفترض أن أول خطوة على هذا الطريق هي عقد مؤتمر لمفوضين يتمتعون بصلاحية وضع مسودة المعاهدة، ثم تبدأ عملية المصادقة على المعاهدة من قبل الدول. شتراوس يعتقد بأن فرصة هذا الخيار في النجاح هي الأعلى ، في حين أن اللجنة من أجل ديمقراطية عالمية لا ترى ذلك وتعتبر أن هذا الخيار «سيتطلب جهوداً دبلوماسية شاقة جداً». ويناقش البعض بأن تأسيس الجمعية وفق معاهدة مستقلة سيصعب اعتبارها جمعية برلمانية «للأمم المتحدة»، بل جهازاً مستقلاً لايشترط أن تكون له علاقة بها.
5. تطوير الاتحاد البرلماني الدولي وهذا يقتضي إصلاح هذه الهيئة يما يؤهلها لتحقيق أهداف الجمعية البرلمانية. على أي حال، وباعتبار أن العديد من البرلمانات الوطنية لم تدخل في عضوية الاتحاد البرلماني بعد، فإن الجمعية البرلمانية لن تمثل الجميع، أو أنها لن تكون فعالة حتى تصبح ممثلة للجميع. هناك جدل واسع بين البرلمانيين بشأن قدرة الاتحاد البرلماني الدولي على أن يتحول إلى جمعية برلمانية فعالة.

### تفاصيل

#### الاتنخاب المباشر مقابل التعيين من قبل البرلمانات الوطنية
يمكن للجمعية البرلمانية للأمم المتحدة أن تبدأ كمؤسسة برلمانية دولية أي أن تكون لجنة من البرلمانيين من المشرعين في دولهم، ثم تتحول اللجنة إلى هيئة تنتخب انتخاباً مباشرا. وهذا أمر مشابه للتطور الذي سار عليه البرلمان الأوروبي الذي بدأ كجمعية برلمانية أوروبية عام 1958 حيث تم تعيين أعضاء البرلمان الأوروبي من قبل كل برلمان وطني للدول المعنية وفي عام 1979 تم تدشين الانتخاب المباشر..
ويشرح عضو مجلس الشيوخ الأمريكي دوغلاس روتشي المفاضلة بين الخيارين، فتشكيل الجمعية البرلمانية استناداً إلى البرلمانيين الحاليين أسهل، إذ سيتخطى ذلك مجموعة من العقبات منها إقرار الدوائر الانتخابية، وتشكيل جهاز انتخابي يحظى بقبول عالمي، وشرعية الانتخابات وإلى ما هنالك. يكتب روتشي: «إن هيئة تتألف من برلمانيين وطنيين ستولد حاملة ختم الموافقة. لكن لا مجال لأن ننكر أن مصداقية الحكومات المحلية معرضة للمساءلة، إلا أن الاتجاه العالم نحو الديمقراطية يتعزز ويقوى بسرعة». من ناحية أخرى تتمتع البرلمانات المحلية عموماً بالكوادر والموارد، مما سيسهل تمويل الأمور المرافقة لتشكيل جمعية برلمانية عالمية جديد. وقد أبدى الاتحاد البرلماني الدولي دعمه لهذه الفكرة .
يشير روتشي إلى النواب الذين يتم انتخابهم مباشرة ليشغلوا مقاعد في الجمعية البرلمانية للأمم المتحدة سيتمكنون من تخصيص مزيد من وقتهم لشؤون هذه الجمعية العالمية، إذ ستتمتع الهيئة نظرياً بالحرية الكاملة لعقد أعمالها على مدار الساعة. إن الانتخاب الديمقراطي للأعضاء في هذا البرلمان سيلفت انتباه المتخاصمين في الأمم المتحدة إلى ضرورة المشاركة في انتخابات مقاعد البرلمان ودعم مرشحيهم بدل اعتماد أساليب أخرى للسيطرة على المنظمة الدولية مثل التهديد بالتوقف عن الدعم المادي أو الانسحاب من الأمم المتحدة.

## هوامش
1. ↑  Chapitre X de la Charte des Nations unies نسخة محفوظة 2024-07-06 على موقع واي باك مشين.
2. ↑  Chapitre XIX de la Charte des Nations unies نسخة محفوظة 2023-11-14 على موقع واي باك مشين.
3. ↑  Zipp, Susan J. (2007). The People's Movement 2007: The Voices of the People in Global Decision-Making نسخة محفوظة 21 يناير 2008 على موقع واي باك مشين., Citizens for a United Nations People's Assembly. Référencé le 7 décembre 2007.